# Athens (Tennessee)
Athens è una città degli Stati Uniti d'America, situata nello Stato del Tennessee, nella Contea di McMinn, della quale è il capoluogo.